# 阿川佐和子
阿川 佐和子（あがわ さわこ、1953年11月1日 - ）は、日本のエッセイスト・小説家・タレント。150cm（2024年時点では自称146cm）。

## 経歴
作家・阿川弘之の長女として東京都で誕生。幼少期（2〜3歳）の1年間は広島市の伯母宅で育つ。その後、東京の中野区鷺宮、新宿区四谷へと移る。中野区立若宮小学校、 新宿区立四谷第六小学校、東洋英和女学院中学部・高等部を経て、慶應義塾大学文学部西洋史学科を卒業。
卒業後は織物職人を目指し、その過程でいくつかのアルバイトを経験。1981年、『朝のホットライン』でリポーターを務め、1983年より『情報デスクToday』のアシスタントを務める。1989年からは『筑紫哲也 NEWS23』のキャスターを務める。1992年に米国ワシントンへ渡り、帰国後は『報道特集』のキャスターとなる。1993年には週刊文春で「阿川佐和子のこの人に会いたい」の連載が始まる。硬派な報道番組に出演し続けていたため「報道キャスター」のイメージが強かったが、1998年『ビートたけしのTVタックル』の進行役でビートたけしや大竹まことを筆頭に浜田幸一、三宅久之などの強烈な共演者に臆することなく適度にツッコミを入れつつ進行に徹する姿がうけ、タレント性の才能も引き出される。2011年10月1日には、自身の名を冠した土曜朝のトーク番組『サワコの朝』（TBS）が放送開始。2012年、『聞く力―心をひらく35のヒント』（文春新書）を上梓。同書はトーハン発表の「2012年年間ベストセラー」で総合1位を記録し、「2013年年間ベストセラー」においても総合3位を記録する大ヒットとなった。2015年3月15日には、博物館明治村の4代目村長に就任し、初の女性村長となる。2017年5月9日に元・大学教授との婚姻届を提出、結婚したことが報道された。檀ふみとは同じ大学出身、かつ父親が有名作家同士であるなど共通点が多いために親密であり、共著も多くCMでも共演している。

## エピソード

### 自身の名前の由来
「佐和子」という名前を名づけたのは父・弘之であるが、これは阿川家とは縁もゆかりもない「南佐和子」という女性の墓石から父が勝手に取ったものである。これは、兄・尚之の出生時、父が師と仰ぐ志賀直哉の『暗夜行路』に出てくる直子と名付けるつもりだったが、男児だったため日赤病院へ向かう道すがら、偶然通りかかった立山墓地（青山霊園の飛び地）の墓石の「南尚之」という文字が目に入り、この名前を拝借して尚之と名付けた（ただし、当時は尚も之も当用漢字ではなかったため役所で受理されず、仕方なくカタカナで「ナホユキ」と申請し、両字が当用漢字に追加されてから改名した）ため、次に生まれた佐和子も、同じ南家の墓石から名付けられた。

### 阪田寛夫一家との交流
童謡「サッちゃん」などで知られる阪田寛夫と阿川弘之は友人関係にあり、 娘の内藤啓子や大浦みずきとは幼馴染で、鷺宮の同じ団地の阪田家にはしょっちゅう上がり込んでいた。
なお、童謡サッちゃんのモデルは自分ではないと阿川は述べている。
ある日、阪田に「お宅（阿川家）のかつお節弁当の作り方わかる？」と尋ねられ、楽曲制作のヒントを求めていると感づいた阿川は「みんなのうた」用の楽曲として制作されることを期待して詳しく説明をした。そのアイデアは後年、山本直純作曲の合唱組曲「遠足」の第3曲「おべんとう」として発表された。

### 新幹線のぞみ号の名付け親
新幹線のぞみ号の名付け親である。新型新幹線の名称決定委員に任命された際、鉄道好きの父・弘之から「日本国鉄の列車の名前は歴代すべて大和言葉でつけられてきた」とのアドバイスを受ける。候補に挙がった名前で大和言葉は「つばめ」しかなく、委員会の終盤に父の言葉とともに、最有力候補となっていた「希望（きぼう）」を大和言葉にすると「のぞみ」になることを述べ、最終的にこれが採用されることとなった。

### 幻の『男女7人夏物語』出演
2013年（平成25年）6月22日にフジテレビで放送（関西テレビでは6月15日に放送）された『さんまのまんま』にゲストとして出演した阿川が語ったところによると、明石家さんまが主演したトレンディドラマ『男女7人夏物語』で主要登場人物7人のうちの1人を俳優以外から選ぶ方針があり、その人選の中で阿川もまた出演者の候補として挙げられていた。しかし放送当時、阿川は報道系番組『情報デスクToday』に出演していたこともあり、事務所が阿川本人に無断で出演の話を断ってしまい、後にその事実を知らされた阿川は幻のドラマ出演をとても残念がった。なお、その役は小川みどりが務めた。

### 軽井沢
軽井沢にあった父弘之の別荘を受け継ぎ、度々滞在している。また2013年から、軽井沢に住むセント・アンドリュース出身のスコットランド人とヒッコリーゴルフ（クラシックスタイルのゴルフ）のイベント「阿川佐和子トロフィー」を軽井沢プリンスホテル晴山ゴルフ場で年2回開催しており、このイベントが日本におけるヒッコリーゴルフの静かなブームを生んだ。

### その他
- 父の小説『犬と麻ちゃん』の登場人物である、小説家・野村耕平一家の長女・加代子のモデルである。
- 1996年12月2日、藤岡信勝、西尾幹二らが中心となって「新しい歴史教科書をつくる会」（略称：つくる会）の結成記者会見が開かれる。西尾は「この度、検定を通過した7社の中学教科書は、証拠不十分のまま従軍慰安婦の強制連行説をいっせいに採用した」との声明を発表。声明文には藤岡、西尾、小林よしのり、坂本多加雄、高橋史朗、深田祐介、山本夏彦、阿川、林真理子の計9人が呼びかけ人として名を連ねた[20][21][22]。阿川自身は教科書運動に目立った動きは見せなかったが、「つくる会」が2005年2月に公表した賛同者309人のリストに阿川の名前は含まれていた[23]。

## 受賞歴
- 1999年（平成11年） - 『ああ言えばこう食う』（檀ふみとの共著）で講談社エッセイ賞を受賞。小説『ウメ子』で坪田譲治文学賞を受賞。
- 2008年（平成20年） - 『婚約のあとで』で島清恋愛文学賞を受賞。
- 2014年（平成26年） - 菊池寛賞を受賞[24][25]。
- 2018年（平成30年）- 第26回橋田賞を受賞[26]。

## 家族・親族

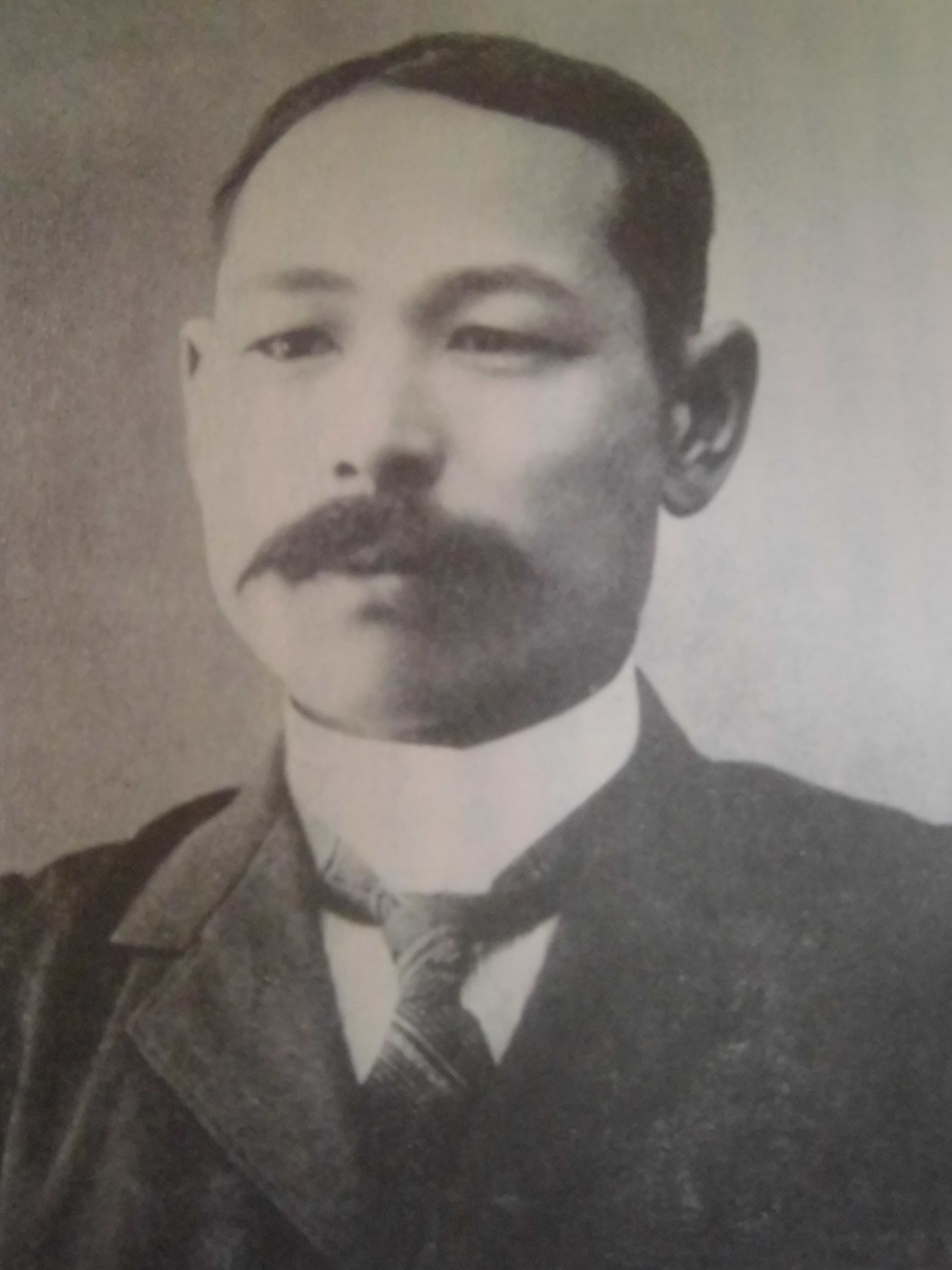
祖父阿川甲一
（壮年の頃）

阿川家
（山口県美祢市伊佐町、広島県広島市中区白島九軒町、神奈川県横浜市、東京都）
- 祖父・甲一（実業家）
- 祖母・キミ（大阪、刀剣・骨董商・石井定次郎の娘）
- 父・弘之（作家）
- 母
- 兄・尚之（法学者）
- 弟2人（1961年生と1972年生)

母方の祖父が増田清（建築家）

## 出演

### テレビ
報道・情報番組
| 期間          | 期間          | 番組名                                 | 役職                    |
| ------------- | ------------- | -------------------------------------- | ----------------------- |
| 1981年10月    | 1990年3月     | 朝のホットライン（TBS）                | リポーター              |
| 1983年10月    | 1989年9月     | 情報デスクToday（TBS）                 | アシスタント            |
| 1989年10月    | 1991年3月     | 筑紫哲也 NEWS23（TBS）                 | 第2部でのサブキャスター |
| 1993年4月     | 1994年9月     | JNN報道特集（TBS）                     | キャスター              |
| 1998年2月     | 現在          | ビートたけしのTVタックル（テレビ朝日） | 進行レギュラー          |
| 2005年10月2日 | 2007年3月25日 | スタ☆メン（フジテレビ・関西テレビ）    | MC                      |

その他
- 私のとっておき（NHK総合、1995年）
- 無意味良品（BSフジ、2004年4月 - 2007年2月）
- 阿川佐和子のゴルフ友遊録（テレビ東京、2007年10月6日 - 2008年3月29日）
- 大人の自由時間 火曜日「第②ニッポン国・独立宣言」（BS11、2007年12月3日 - 2009年4月2日） - ママ（MC）（隔週出演）
  - 大人の金曜日「阿川・檀の!ああ言えば交遊BAR」（BS11、 2009年5月・6月12日） - ママ（MC）（月1出演）
- 阿川佐和子のゴルフフォーラム（BSフジ、 - 2009年10月）
- 阿川佐和子と檀ふみのしゃべりびと（TBS、2009年3月31日）
- 阿川ごはん（BSフジ、2009年11月7日 - 2010年3月）
- お坊さんバラエティ ぶっちゃけ寺（テレビ朝日、2016年10月3日 - 2017年2月13日）- レギュラー
- サワコの朝（毎日放送・TBS系列、2011年10月1日 - 2021年3月27日） - MC
- 鶴瓶ちゃんとサワコちゃん 〜昭和の大先輩とおかしな2人〜（2023年10月 - 、BS12）

など
特別番組
- 妻が語る思い出の作家たち 司馬遼太郎〜22歳の自分への手紙〜（NHK総合、1997年）- インタビュワー[27]
- NHK紅白歌合戦（NHK総合・ラジオ第1）
  - 第53回（2002年12月31日） - ゲスト審査員
  - 第64回（2013年12月31日） - ゲスト審査員
- 檀ふみ・阿川佐和子 ああ言えばこう遊 美食!南フランス紀行（TBS、2003年3月23日・2004年5月1日）
  - 阿川佐和子&檀ふみのああ言えば…（TBS、2005年1月3日・2006年1月3日）
  - 阿川佐和子と檀ふみのしゃべりびと（TBS、2009年3月31日）
- ビートたけしの禁断の大暴露!!超常現象(秘)Xファイル（テレビ朝日、1998年 - 2000年・2018年） - パネラー・2018年進行
- ビートたけしの知らないニュース（テレビ朝日、2013年12月9日 - 2020年12月27日） - 進行
- 阿川佐和子と向井理のベルリン展スペシャル フェルメール光の傑作（2012年7月14日、TBS）
- ぶっちゃけ寺SP（テレビ朝日、2018年8月13日・2019年1月7日・8月12日・12月31日）
  - 謎解き!伝説のミステリー（テレビ朝日、2022年10月5日）- MC
- 阿川佐和子&檀ふみの京都1泊2日懐かしレトロ旅（テレビ朝日、2014年7月20日）- 旅人
- 独占!長嶋茂雄の真実〜父と娘の40年物語〜（TBS、2015年1月3日）- MC
- 1万人の第九 サワコ・又吉のクラシックなんて怖くない♪（TBS、2015年12月23日）- MC
- サワコのひとり旅inベルギー〜画家・ルーベンスを訪ねる極上三ッ星紀行〜（TBS、2018年10月27日）
  - サワコのひとり旅〜ハプスブルク家の繁栄を支えた女たち（TBS、2019年11月9日）
- NHKスペシャル シリーズ 人生100年時代を生きる（NHK総合、2018年11月17日・18日）
- ファミリーヒストリー「阿川佐和子」（NHK総合、2019年12月23日）
- 阿川佐和子&檀ふみのお勉強になりました（テレビ朝日、2020年3月1日）
- サンキュー!おしゃべり～マッチ（テレビ朝日、2021年5月9日）
- 日曜マイチョイス（2022年11月20日・2023年2月12日、テレビ朝日） - MC
- あの名曲のこの歌詞ってどこなの旅（テレビ朝日、2022年12月31日） - MC

### ラジオ
- ラジオ深夜便「ミッドナイトトーク」（2011年度、NHKラジオ第1・FM） -　奇数月月曜日コメンテーター
通常は2年ごとにコメンテーターが更新されるが、2012年度は親友の檀ふみに引き継ぐ。
- 阿川佐和子の緑のシンフォニー（TBSラジオ）
- 大竹まこと ゴールデンラジオ!（文化放送、2007年5月7日 -　2015年3月23日） -　月曜日担当
- 阿川佐和子&ふかわりょう 日曜のほとり（文化放送、2021年10月3日 - 2023年3月26日）
- 連続ラジオドラマ 焦土に聞こえたアンサンブル（RSKラジオ、2010年4月） -　脚本担当
- 阿川佐和子「え?そこまで言うの?」（西日本放送、南海放送ほか）
- テアトル佐和子（民放AM各局）
- PEOPLE「阿川佐和子・森永卓郎のとことんNIPPONウォッチャー」（JFN系列、2007年10月 - 2009年9月） - 毎月第1日曜日

### CM
- 健康エコナ（花王）
- IBM
- アリナミン製薬
- eclat（集英社）
- 味の素
- セサミンEプラス（サントリー）
- KeePer
- つや姫
- 新サンテドウ（参天製薬）
- 日本スポーツ振興センター スポーツ振興くじ「BIG」[28]

### テレビドラマ
- 新春ワイド時代劇 海にかける虹〜山本五十六と日本海軍（1983年1月2日、テレビ東京）
- 連続テレビ小説 とと姉ちゃん（2016年、NHK総合） - 沢静子 役
- セシルのもくろみ 第1話（2017年7月13日、フジテレビ） - 阿川佐和子（本人役） 役
- 陸王（2017年10月15日 - 12月24日、TBS） - 正岡あけみ 役
- チア☆ダン（2018年7月14日 - 9月14日、TBS） - 蒲生駒子 役
- 法医学教室の事件ファイル スペシャル（2019年 - 、テレビ朝日） - 宗方楓 役
  - 第46作（2019年）
  - 第47作（2020年）
- セミオトコ（2019年7月26日 - 9月13日、テレビ朝日） - 庄野ねじこ 役
- あなたのそばで明日が笑う（2021年3月6日、NHK総合） - 真城浅子 役[29]
- 半径5メートル 第7話（2021年6月11日、NHK総合） - 青葉美砂子 役

### 映画
- カラフル（2000年） - 母 役
- ローレライ（2005年） - 西宮桂子 役
- ニシノユキヒコの恋と冒険（2014年） - ササキサユリ 役
- HOMESTAY（2022年）[30]
- エゴイスト（2023年2月10日） - 中村妙子 役[31]

### 劇場アニメ
- 君たちはどう生きるか（2023年） - えりこ 役[32]

## 著書

### エッセイ
- 『笑ってケツカッチン』筑摩書房、1988年 のち文庫
- 『走って、ころんで、さあ大変』文藝春秋、1990年 のち文庫
- 『ときどき起きてうたた寝し』文藝春秋、1991年 のち文庫
- 『メダカの花嫁学校』世界文化社、1991年 のち文春文庫
- 『あんな作家、こんな作家、どんな作家』講談社 1992年 のち文庫、ちくま文庫
- 『その場しのぎの英会話 カタコトでも一年間住んじゃった』光文社 カッパ・ホームス 1993年 のち知恵の森文庫
- 『きりきりかんかん』文藝春秋、1993年 のち文庫
- 『どうにかこうにかワシントン』文藝春秋、1994年 のち文庫
- 『お見合いバンザイ…!?』講談社、1995年 「阿川佐和子のお見合い放浪記」+α文庫
- 『おいしいおしゃべり』東京書籍、1996年 のち幻冬舎文庫
- 『無意識過剰』文藝春秋、1998年 のち文庫
- 『旅の素 さわこのこわさ』旅行読売出版社 1999年 「タタタタ旅の素」文春文庫
- 『今さらながらの和食修業』集英社 1999年 のちbe文庫
- 『いつもひとりで』大和書房、2000年 のち文春文庫
- 『いい歳旅立ち』講談社、2002年 のち文庫
- 『もしかして愛だった』大和書房、2002年 のち文春文庫
- 『トゲトゲの気持ち』中央公論新社、2003年 のち文庫
- 『サワコの和』幻冬舎 2004年 のち文庫
- 『オドオドの頃を過ぎても』新潮社、2004年 のち文庫
- 『空耳アワワ』中央公論新社 2005年 のち文庫
- 『グダグダの種』大和書房 2007年 のち文庫
- 『残るは食欲』マガジンハウス 2008年 のち新潮文庫
- 『魔女のスープ 残るは食欲 2』マガジンハウス 2010年 のち新潮文庫
- 『聞く力―心をひらく35のヒント』文春新書 2012年
- 『娘の味 残るは食欲 3』マガジンハウス 2012年 のち新潮文庫
- 『叱られる力 聞く力 2』文春新書 2014年
- 『サワコの朝』大和書房 2015年
- 『アガワ随筆傑作選』文春文庫「聞く力」文庫 2015年
- 『強父論』文藝春秋 2016年

### 小説
- 『ウメ子』小学館、1999年 のち文庫（第15回坪田譲治文学賞）
- 『恋する音楽小説』講談社、2001年 のち文庫
- 『マチルデの肖像 〜恋する音楽小説2〜』講談社、2003年 のち文庫
- 『屋上のあるアパート』講談社、2003年 のち文庫
- 『スープ・オペラ』新潮社、2005年 のち文庫
- 『婚約のあとで』新潮社、2008年 のち文庫（第15回島清恋愛文学賞）
- 『ギョットちゃんの冒険』スタジオジブリ編 大和書房 2008年
- 『うからはらはら』新潮社、2011年 のち文庫
- 『正義のセ』角川書店、2013年 のち文庫
- 『正義のセ 2』角川書店、2013年 のち文庫
- 『正義のセ 3』角川書店、2013年 のち文庫
- 『負けるもんか 正義のセ』KADOKAWA、 2015年 のち文庫
- 『ばあさんは15歳』2021　中央公論新社

### 対談集
- 『男は語る 私と12人の話題の男たち』PHP研究所 1992年 のち文春文庫、ちくま文庫
- 『阿川佐和子のこの人に会いたい』文春文庫、1997年
- 『阿川佐和子のアハハのハ この人に会いたい 2』文春文庫 1999年
- 『阿川佐和子のガハハのハ』文藝春秋、2001年 のち文庫（この人に会いたい3）
- 『阿川佐和子のワハハのハ』文藝春秋、2003年 のち文庫（この人に会いたい4）
- 『阿川佐和子の会えば道づれ この人に会いたい5』文春文庫、2007年
- 『阿川佐和子の会えばなるほど この人に会いたい6』文春文庫、2007年
- 『阿川佐和子の会えばドキドキ この人に会いたい 7』文春文庫、2009年
- 『阿川佐和子の世界一受けたい授業―第一人者14人に奥義を学ぶ』文藝春秋 2012年
- 『アガワ対談傑作選』文春文庫「聞く力」文庫 2015年
- 『アガワ対談傑作選 追悼編』文春文庫「聞く力」文庫　2016年

### 共編著
- 『二人の手紙』神津カンナ 徳間書店 1994年 のちちくま文庫
- 『蛙の子は蛙の子―父と娘の往復書簡』（阿川弘之共著）筑摩書房 1997年 のち文庫
- 『ああ言えばこう食う 往復エッセイ』（檀ふみ共著）集英社、1998年 のち文庫
- 『ああ言えばこう［嫁×］行く 往復エッセイ』（檀ふみ）集英社、2000年 のち文庫
- 『吉右衛門のパレット』中村吉右衛門共著 稲越功一写真 新潮社 2000年
- 『佐和子流人生の磨き方　ザ・ロングインタビュー 3』（編著) 扶桑社 2001年
- 『モテたい脳、モテない脳』澤口俊之共著 ベストセラーズ 2003年 のち新潮文庫, PHP文庫
- 『太ったんでないのッ!?』（檀ふみ）世界文化社、2003年 のち新潮文庫
- 『けっこん・せんか』（檀ふみ）文藝春秋、2004年 のち文庫
- 『「夏彦の写真コラム」傑作選 2(1991-2002)』山本夏彦(編) 新潮文庫 2004年
- 『ピーコとサワコ』ピーコ共著 文藝春秋 2005年
- 『アガワとダンの幸せになるためのワイン修業』檀ふみ 幻冬舎 2005年
- 『男女の怪』養老孟司共著 大和書房 2006年 のち文庫
- 『すずめのほっぺはなに色ですか? 教えて!gooの本』マガジンハウス 2006年
- 『古寺巡礼京都32 高山寺』小川千恵共著 淡交社 2009年
- 『問答有用 徳川夢声対談集』編 ちくま文庫 2010年
- 『あなたに、大切な香りの記憶はありますか?』文藝春秋 2011年
- 『センス・オブ・ワンダーを探して 〜生命のささやきに耳を澄ます〜』福岡伸一共著 大和書房 2011年
- 『ぷくぷく、お肉』河出書房新社 2014年
- 『アンソロジー ビール』パルコ 2014年
- 『対話力 人生を変える聞き方・話し方』齋藤孝共著  SB新書 2023年

### 翻訳
- ベツィー・コーエン『嫉妬 女のホンネと心理』三笠書房 知的生きかた文庫 1994　改題「嫉妬の心理学」2006年
- ビビアン・フレンチ『あさごはんたべたのだれ?』小学館 1997年
- 『ジャックと豆の木』リチャード・ウォーカー話 ブロンズ新社 2000年
- ノーラ・エフロン『首のたるみが気になるの』集英社 2013年
- A・A・ミルン『ウィニー・ザ・プー』新潮社 2014年　のち文庫
- A・A・ミルン『プーの細道にたった家』新潮社 2016年

### 朗読
- 阿川弘之「新潮CD 食味風々録」新潮社 2008年6月

## 関連人物
- ビートたけし（悪党党総裁）
- 大竹まこと（悪党党党員）
- 浜田幸一（悪党党幹事長）
- 三宅久之（政治評論家）
- 江口ともみ（『TVタックル』のナレーター）
- 檀ふみ（檀も以前『TVタックル』に出演していたことがある）
- 斎藤由香（父の友人・北杜夫の長女であり互いに幼少時から知己の間柄）
- 阪田寛夫（父の友人・童謡サッちゃん作詞）
- 大浦みずき（父の友人・阪田寛夫の次女であり互いに幼少時から知己の間柄）